# لعبة الحبار (الموسم 3)
الموسم الثالث والأخير من مسلسل الإثارة والبقاء الكوري الجنوبي لعبة الحبار، والمعروف ترويجيًا باسم لعبة الحبار 3 (بالإنجليزية: Squid Game 3)، هو من كتابة واخراج هوانغ دونغ-هيوك وعُرض لأول مرة في 27 يونيو 2025 عبر منصة نتفليكس. الموسم من بطولة كلًا من: لي جونغ-جاي، لي بيونغ-هون، وي ها-جون، إيم سي-وان، كانغ ها-نيول، بارك جيو-يونغ، بارك سونغ-هون، يانغ دونغ-غون، كانغ آي-شيم، جو يو-ري، دايفيد لي، ورو جاي-وون.
تدور أحداث الموسم حول استمرار سونغ جي-هون في مواجهة ألعاب قاتلة أكثر خطورةً وتعقيدًا من ذي قبل، حيث يصارع اللاعبون للبقاء في ظل رهان أعلى وتحديات أكثر قسوة. في الوقت ذاته، يرحب إن-هو بكبار الشخصيات (VIPs) لمتابعة مجريات الألعاب، بينما يواصل شقيقه جون-هو تحقيقه السري للعثور على الجزيرة، دون علمه بأن هناك خائنًا يتربص من الداخل.

## طاقم التمثيل

### الأدوار الرئيسية
- لي جونغ-جاي بدور سونغ غي-هون (456): البطل العائد والناجي من الدورة السابقة للألعاب.
- لي بيونغ-هون بدور هوانغ إن-هو / الرجل المقنّع: قائد الألعاب وشقيق هوانغ جون-هو.
- وي ها-جون بدور هوانغ جون-هو: محقق شرطة سابق يسعى لكشف حقيقة الألعاب والبحث عن شقيقه.
- إم شي-وان بدور لي ميونغ-غي (333): لاعب متقلب وذو دوافع غامضة.
- كانغ ها-نول بدور كانغ داي-هو (388): أحد المتمردين الذين يسعون لإسقاط النظام داخل الألعاب.
- بارك غيو-يونغ بدور كانغ نو-أول (بدون رقم): قائدة متمردة تتعاون سرًا مع تجار الأعضاء.
- لي جين-ووك بدور بارك غيونغ-سوك (246): أحد أعضاء التمرد، يتعرض لإطلاق نار أثناء محاولة الهروب.
- بارك سونغ-هون بدور تشو هيون-جو (120): عضوة نشطة في التمرد وتقاتل لأجل العدالة.
- يانغ دونغ-غون بدور بارك يونغ-شيك (007): لاعب عنيف يلجأ إلى الغدر.
- كانغ أي-شيم بدور جانغ غوم-جا (149): لاعبة مسنّة تُظهر إنسانية نادرة داخل اللعبة.
- جو يو-ري بدور كيم جون-هي (222): امرأة حامل تشارك في اللعبة وتحاول النجاة مع طفلتها.

### أدوار متكررة
- بارك هي-سون بدور الضابط المقنّع: مساعد الرجل المقنّع ومسؤول عن تنفيذ أوامره.
- جيون سوك-هو بدور تشوي وو-سوك: موظف حكومي سابق يحقق في تورّط قادة سياسيين بالألعاب.
- تشاي كوك-هي بدور سون-نيو (044): لاعبة تموت بعد أن خانها أحد زملائها.
- دايفيد لي بدور بارك مين-سو (125): لاعب مضطرب يتعرض للهلوسة بسبب تعاطيه المخدرات.
- روو جاي-وون بدور نام-غيو (124): متعاون مع مين-سو ويعاني من أعراض انسحاب المخدرات.
- سونغ يونغ-تشانغ بدور إم جونغ-دي (100): شخصية خائنة تمارس الخداع للبقاء.
- لي سونغ-وو بدور كيم يونغ-سام (226): أحد اللاعبين في المراحل النهائية.
- أوه دال-سو بدور القبطان بارك يونغ-غيل: مسؤول بحري له صلة بتهريب المشاركين.

### ضيوف الشرف
- تشوي سيونغ-هيون بدور تشوي سو-بونغ "ثانوس" (230): موزع مخدرات داخل اللعبة.
- جونغ هو-يون بدور كانغ ساي-بيوك (067): تظهر في رؤى غي-هون وتؤثر على قراراته.
- وون جي-آن بدور سي-مي (380): إحدى ضحايا الهلوسة الناتجة عن تعاطي المخدرات.
- كيت بلانشيت بدور المُجنّدة الأمريكية: تُجنّد مشاركين جدد في نسخة الألعاب خارج كوريا.

## الحلقات
| ر. الإجمالي | العنوان              | المخرج          | الكاتب          | تاريخ العرض الأصلي |
| --- | -------------------- | --------------- | --------------- | ------------------ |
| 1 | «مفاتيح وسكاكين»     | هوانغ دونغ-هيوك | هوانغ دونغ-هيوك | 27 يونيو 2025      |
| بعد فشل التمرد، تُقدم كانغ نو-أول على إطلاق النار على اللاعب 246، غيونغ-سوك، دون أن ترديه قتيلًا، متظاهرةً بالتعاون مع تجار الأعضاء مقابل السماح لها بالدخول إلى غرفة العمليات. يُعاد سونغ غي-هون إلى المهجع على قيد الحياة، ويتبيّن له لاحقًا أن جميع المتمردين الآخرين قد أُعدموا، باستثناء تشو هيون-جو وكانغ داي-هو. يُجرى تصويت جديد لإنهاء الألعاب، لكنه يفشل مجددًا؛ ويُحمّل غي-هون، الذي لا يزال تحت تأثير الصدمة، داي-هو مسؤولية فشل التمرد. وبينما يُقاد اللاعبون عبر جثث المتمردين المُعلقة، تُكلّف كل مجموعة بدور معين في نسخة قاتلة من لعبة "الاختباء"، حيث تُطارد مجموعة "الصيادون" المسلحون مجموعة اللاعبين الذين يتوجب عليهم الاختباء والعثور على مفاتيح متنوعة لفتح باب الخروج. وقبيل بدء اللعبة، يواجه داي-هو غي-هون ويتهمه بأن خطته كانت السبب في مقتل زملائهم. في الوقت ذاته، يقرر يونغ-سيك وميونغ-غي تبادل الأدوار مع غوم-جا وجون-هي ليصبحا من الصيادين، ويتعاون ميونغ-غي مع نام-غيو. داخل غرفة العمليات، تقتل نو-أول أفراد شبكة تجارة الأعضاء، وتُجبر الطبيب على إنقاذ حياة غيونغ-سوك. في هذه الأثناء، يواصل فريق هوانغ جون-هو بحثه عن الجزيرة باستخدام مشغل طائرة مسيّرة جديد، بينما يبدأ وو-سوك تحقيقًا خاصًا حول الكابتن بارك. من جهته، يأمر "الرجل المقنع" هوانغ إن-هو الكابتن بارك بالقضاء على المجموعة إن لزم الأمر. |                      |                 |                 |                    |
| 2 | «ليلة مرصعة بالنجوم» | هوانغ دونغ-هيوك | هوانغ دونغ-هيوك | 27 يونيو 2025      |
| بعد تعافي غيونغ-سوك، تقوم نو-أول بقتل الطبيب. داخل متاهة اللعبة، تتعاون كل من هيون-جو، غوم-جا، وجون-هي لتشكيل فريق. أما ميونغ-غي، فيضطر للتعاون مع نام-غيو على مضض، ويساعده في قتل عدد من المختبئين، بعدما أدرك أن تقليص عدد الأهداف المتاحة أمام باقي الصيادين سيزيد من فرصة نجاته ويرفع من قيمة الجائزة النهائية. في مكان آخر، تعثر سون-نيو على مخرج من المتاهة، لكنها تتعرض للخيانة من اللاعب 100، جونغ-دي، الذي يغلق باب الخروج في وجهها. تُقتل سون-نيو لاحقًا على يد مين-سو، الذي كان تحت تأثير الهلوسات الناتجة عن مخدرات "ثانوس" التي أسقطها نام-غيو، فيظن أنه يرى نام-غيو وسي-مي. تُصاب جون-هي في كاحلها أثناء الركض وتدخل في مرحلة المخاض، بينما تقتل هيون-جو عدة صيادين دفاعًا عن المجموعة. تساعد غوم-جا جون-هي في ولادة طفلها، لكن هيون-جو تُقتل على يد ميونغ-غي فور عثورها على المخرج. يشعر ميونغ-غي بالذنب عندما يرى جون-هي ورضيعتها، ويغادر دون أن يؤذيهم. في هذه الأثناء، يصبح غي-هون أحد الصيادين ويسعى للانتقام من داي-هو. يعترف داي-هو بكذبه بشأن خلفيته العسكرية وخيانته للتمرد بدافع الخوف، ويهاجم غي-هون، ملقيًا عليه اللوم في فشل الثورة. في لحظة غضب شديد، يُقدم غي-هون على خنق داي-هو حتى الموت. تتمكن غوم-جا وجون-هي مع طفلتها من العثور على مخرج، لكن يتم اعتراضهم من قبل يونغ-سيك، الذي، وبعد فشله في القضاء على أي مختبئ، يقرر استهداف جون-هي. تتدخل غوم-جا وتقوم بطعنه دفاعًا عنها، مما يؤدي إلى مقتله ويتركها في حالة من الحزن الشديد. يعود غي-هون إلى وضعه النفسي المنهار، ويحاول الانتحار محمّلاً نفسه مسؤولية ما جرى من مآسي بسبب التمرد، لكنه يُمنع من ذلك من قبل الحراس. |                      |                 |                 |                    |
| 3 | «ليس خطأك»           | هوانغ دونغ-هيوك | هوانغ دونغ-هيوك | 27 يونيو 2025      |
| يصل أعضاء "كبار الشخصيات" (VIPs) إلى موقع اللعبة متنكرين في زي الجنود، ويتولون تنفيذ أحكام الإعدام بحق اللاعبين الذين تم إقصاؤهم. خلال التصويت، تتوسل غوم-جا إلى لاعبي الرمز "O" بأن يصوتوا بـ"X" لإنهاء الألعاب، لكن مناشدتها تُقابل بالتجاهل. ثم تطلب من غي-هون أن يحمي جون-هي وطفلتها حديثة الولادة، لكنه يرفض في البداية، فتُقدم على شنق نفسها. في هذه الأثناء، يعثر جون-هو على الجرف الذي أطلق فيه إن-هو النار عليه سابقًا، ويبدأ تحقيقًا موسعًا في الجزيرة. أما في منزل الكابتن بارك، فيعثر وو-سوك على صورة تجمع بارك بـ"المجنّد" (الشخص الذي يستدرج المشاركين)، ما يجعله يدرك ضلوع بارك في الألعاب، لكنه يُعتقل قبل أن يتمكن من مغادرة المنزل. تأثرًا بانتحار غوم-جا، يقرر غي-هون أخيرًا مساعدة جون-هي وطفلتها خلال التحدي التالي: لعبة الحبل، والتي تتطلب عبور جسر دون أن يُصاب اللاعبون. في البداية، لا يتحرك أحد، حتى يرمي مين-سو عقد "ثانوس"، مما يدفع نام-غيو، الذي يعاني من أعراض الانسحاب، للقفز لالتقاطه، لكنه يسقط إلى حتفه. يقرر كبار الشخصيات اعتبار طفلة جون-هي لاعبًا مستقلًا في اللعبة؛ فيقع عبء حمايتها على غي-هون، الذي يقفز حاملاً الرضيعة ويتمكن من عبور الجسر بنجاح. يتشجع اللاعب 096 ويتبعه، لكنه يبدأ بدفع اللاعبين الآخرين بعد عبوره. في مكان آخر، يقوم الضابط المقنّع، وتحت تهديد نو-أول، بمساعدتها على الهروب، ليكتشف أن غيونغ-سوك متخفٍ في زي جندي. |                      |                 |                 |                    |
| 4 | «222»                | هوانغ دونغ-هيوك | هوانغ دونغ-هيوك | 27 يونيو 2025      |
| خلال لعبة الحبل، يعترض اللاعب 096 طريق المتسابقين، لكن غي-هون يضغط عليه ليتحرك. وعندما يصبح 096 عدوانيًا لاحقًا، يضطر غي-هون إلى قتله دفاعًا عن النفس. في الوقت ذاته، يواجه ميونغ-غي جون-هي، التي ترفضه وتتهمه بقتل هيون-جو، كما تكشف له عن إصابتها. ومع اقتراب نهاية الوقت المحدد، تسلّم جون-هي طفلتها لغي-هون وتضحي بنفسها لإنقاذها، ما يتسبب في صدمة عاطفية لكل من غي-هون وميونغ-غي. يُقرّر كبار الشخصيات الإبقاء على الطفلة في المنافسة تحت هوية "اللاعب 222". خارج الجزيرة، يتمكّن كل من غيونغ-سوك ونو-أول من الهرب، لكن الحراس الذين أرسلهم الضابط المقنّع يتعقبونهم. داخل المهجع، وبعد الإعلان عن استبدال جون-هي بطفلتها كلاعبة جديدة، يحاول بعض اللاعبين، وعلى رأسهم مجموعة جونغ-دي، إيذاء الرضيعة، إلا أن الحراس يتدخلون في اللحظة الأخيرة ويمنعونهم. تُخطط المجموعة لقتل غي-هون والطفلة، بينما يتظاهر ميونغ-غي بالانضمام إليهم. قبل الجولة النهائية، يُستدعى غي-هون لمقابلة إن-هو، الذي يعرض عليه صفقة سرية: تصفية بقية اللاعبين مقابل ضمان نجاته ونجاة الطفلة. يُفاجأ غي-هون عندما يكشف له إن-هو أنه في الحقيقة "أوه يونغ-إيل"، ما يثير صدمته وغضبه. في مكان آخر، يكتشف جون-هو أن الكابتن بارك كان يتصرف بناءً على أوامر مباشرة من إن-هو. وفي مواجهتهما، يُصاب بارك بجروح قاتلة ويعترف بالحقيقة قبل أن يلفظ أنفاسه الأخيرة، ما يعزّز عزيمة جون-هو في كشف الحقيقة والعثور على شقيقه. في الأثناء، يهدد الضابط المقنّع نو-أول بإيذاء غيونغ-سوك وابنته ما لم تعد إلى الجزيرة. ترضخ نو-أول للتهديد، فتؤمّن هروب غيونغ-سوك وتعود بنفسها إلى اللعبة.                                                         |                      |                 |                 |                    |
| 5 | «○△□»                | هوانغ دونغ-هيوك | هوانغ دونغ-هيوك | 27 يونيو 2025      |
| يصارع غي-هون القرار بشأن عرض إن-هو بقتل اللاعبين المتبقين، لكنه في نهاية المطاف يرفض العرض بعد أن تراوده رؤية لـ"كانغ ساي-بيوك"، تُذكّره بأنه ليس قاتلًا. في الوقت نفسه، يسترجع إن-هو ماضيه المظلم، ويتذكّر كيف قام بقتل لاعبين خلال ألعاب عام 2015 بتأثير من أوه إيل-نام. في اليوم التالي، ينتقل كل من غي-هون، والرضيعة، وميونغ-غي، ومين-سو، وجونغ-دي، وأربعة لاعبين آخرين إلى المرحلة النهائية من الألعاب. بالتزامن، تعود نو-أول إلى الجزيرة وتواجه الضابط المقنّع تحت تهديد السلاح، وتُجبره على حذف جميع السجلات التي تربط غيونغ-سوك بالألعاب. تندلع معركة عنيفة تنتهي بمقتل الضابط على يد نو-أول، التي تتلف أيضًا كل السجلات الورقية المتبقية المتعلقة باللاعبين. تتطلب اللعبة النهائية، المسماة "لعبة الحبّار السماوي"، من اللاعبين دفع ثلاثة خصوم على الأقل من أعلى ثلاثة أبراج خلال ثلاث جولات. يُقتل مين-سو في الجولة الأولى. يقتل ميونغ-غي اللاعب 336 ويكشف أنه الوالد البيولوجي للرضيعة. يقتل غي-هون اللاعب 203 دفاعًا عن النفس، بينما يُقصي ميونغ-غي اللاعب 353. يتوسل جونغ-دي من أجل حياته، لكن ميونغ-غي يدفعه ببرود نحو حتفه. في وقت لاحق، ينتحر اللاعب 039 بالقفز من البرج. خارج الجزيرة، يتمكن جون-هو من إنقاذ غيونغ-سوك ويقتل الحراس الذين أُرسلوا لإعادته بالقوة. |                      |                 |                 |                    |
| 6 | «البشر هم...»        | هوانغ دونغ-هيوك | هوانغ دونغ-هيوك | 27 يونيو 2025      |
| مع بقاء غي-هون، ميونغ-غي، والرضيعة فقط في المنافسة، يحاول ميونغ-غي التلاعب بغي-هون لإجباره على تسليم الطفلة، إلا أن غي-هون يكتشف نواياه الحقيقية. ينشب شجار بينهما يؤدي إلى سقوط ميونغ-غي وموته، إلا أن وفاته لا تُعتبر "تضحية" تُنهي اللعبة، فيقرر غي-هون بدء الجولة النهائية بالضغط على الزر المخصص لذلك. رغم ضغط كبار الشخصيات (VIPs) عليه لقتل الطفلة من أجل الفوز، يختار غي-هون التضحية بنفسه، مؤكدًا أن اللاعبين بشر وليسوا حيوانات، ويلقي بنفسه من الحافة. تثير وفاته صدمة كبيرة لدى كبار الشخصيات وتؤثر على إن-هو، الذي ينقذ الطفلة في اللحظات الأخيرة، قبل تفعيل نظام التدمير الذاتي للجزيرة. يتمكن كل من كبار الشخصيات، وجون-هو، ونو-أول من الفرار قبل الانفجار. بعد ستة أشهر، يلتقي غيونغ-سوك مجددًا بابنته، ويتقاطع طريقه مع نو-أول التي تتلقى خبرًا بأن ابنتها ربما لا تزال على قيد الحياة في الصين. أثناء توجه نو-أول إلى المطار، نرى لقاء تشول، شقيق ساي-بيوك، مع والدته (والدة سانغ-وو) بعد لمّ الشمل. يُفرج عن وو-سوك من السجن ويلتقي بجون-هو، ويخطط لإعادة تطوير النزل الوردي الذي كان يعيش فيه غي-هون. في الوقت ذاته، يترك إن-هو الطفلة وأموال الجائزة مع جون-هو. ثم يسافر إلى لوس أنجلوس ليقابل ابنة غي-هون، ويبلغها بوفاته ويُسلمها بدلته كلاعب 456 مع الأموال التي ربحها. في المشهد الختامي، يلاحظ إن-هو وجود مُجنّدة أمريكية تمارس لعبة "الدّاكجي" مع رجل آخر، في تلميح إلى استمرار الألعاب في الخارج. |                      |                 |                 |                    |

## الإنتاج

### تطوير
في ديسمبر 2021، صرّح هوانغ بأنه كان يُجري مناقشات مع نتفليكس حول موسم ثالث من مسلسل لعبة الحبار. وقد تم تأكيد إنتاج الموسم الثالث بعد عرض الموسم الثاني. وعند تفكيره في نهاية الموسم الثالث، اعتبر هوانغ أن هذا الموسم سيكون خاتمة السلسلة. وأوضح أنه من خلال هذا الموسم، استطاع أن يروي كل ما أراد التعبير عنه من خلال قصة لعبة الحبار، وخاصة من منظور شخصية سونغ جي-هون، مضيفًا أنه لا يرى حاجة لمزيد من القصص بعد ذلك.

### تأليف
كان هوانغ قد تصوّر في البداية أن يكون الموسمان الثاني والثالث عبارة عن موسم واحد، لكنه قرر تقسيمهما بسبب كثرة الحلقات التي لا يمكن احتواؤها في موسم واحد. ووفقًا لهوانغ، فإن سونغ جي-هون سيكون في بداية الموسم الثالث شخصًا متغيرًا مرة أخرى مقارنةً بالموسمين السابقين، وسيكون "في مفترق طرق حاسم جدًا". كما سيكشف الموسم عن كيفية تحوّل هوانغ إن-هو إلى شخصية "صاحب القناع الاسود". وقد تم تقديم شخصية "تشول-سو"، الذي يُعد "صديق" الدمية العملاقة يونغ-هي، في مشهد ما بعد النهاية في الحلقة الأخيرة من الموسم الثاني، ومن المقرر ظهوره في الموسم الثالث إلى جانب لعبة جديدة.
وفي حديثه عن الموسم، أشار هوانغ إلى أن التركيز هذا الموسم سيكون على "كيفية حفاظ الناس على إنسانيتهم وسط هذا التنافس المكثف"، مع إدخال ألعاب "تُظهر الجانب الأدنى من الطبيعة البشرية"، موضحًا أنه أراد "ألعابًا شديدة القسوة تُخرج أسوأ ما في النفس البشرية". كما تحدّث عن التغييرات "الدرامية" التي سيشهدها كل من جي-هون وميونغ-غي، مشيرًا إلى أن الطفل الخاص بجون-هي سيكون ذا أهمية كبيرة "ليس فقط بالنسبة لجون-هي، بل لمصير الجميع داخل اللعبة أيضًا".

### التصوير
بدأ تصوير الموسم في يوليو 2023، وانتهى في يونيو 2024، حيث صُوّر بالتتابع مع الموسم الثاني.

### ما بعد الإنتاج
كانت مرحلة المونتاج للموسم الثالث شبه مكتملة في نوفمبر 2024.

## الاصدار
صدر الموسم دفعة واحدة لأول مرة عبر منصة نتفليكس بتاريخ 27 يونيو 2025.

## الاستقبال
حظي الموسم الثالث باستقبال نقدي إيجابي إجمالًا. على موقع مراجعات الأفلام الشهير روتن توميتوز، حصل المسلسل على تقييم إيجابي بنسبة 81% بناءً على 43 مراجعة نقدية حيث أجمع النقاد على: «تبلغ الألعاب ذروتها القاتمة في هذا الموسم الثالث الحاسم، مُكرّرة أنماطًا مألوفة، لكنها تفعل ذلك بوحشية تُرسّخ الرسائل التي يسعى المبدع هوانغ دونغ-هيوك إلى إيصالها.» أما على موقع ميتاكريتيك، الذي يمنح تقييمًا متوسطاً مرجحًا، فقد حصل المسلسل على 66 من أصل 100 استنادًا إلى 24 مراجعة نقدية، مما يشير إلى "مراجعات إيجابية عمومًا".

## روابط خارجية
- لعبة الحبار على موقع قاعدة بيانات الفيلم (الإنجليزية)
- لعبة الحبار على هانسينما (الإنجليزية)
- لعبة الحبار على موقع نتفليكس (الإنجليزية)
- لعبة الحبار على موقع فيلمافينيتي (الإسبانية)
- لعبة الحبار على موقع كينوبويسك (الروسية)